# صالح جعودة
صالح بشير جعودة، (4 فبراير 1952 بنغازي) إعلامي، وسياسي ليبي، ومعارض ليبي سابق، وعضو المؤتمر الوطني العام، عن الدائرة الثالثة بنغازي لعام 2012م.
درس إدراة الأعمال في جامعة بنغازي، برز كمعارض لنظام القذافي منذ السبعينات، فكانت الانطلاقة من الاتحاد العام لطلبة جامعة بنغازي، واستمرت حتى انتهاء النظام جراء ثورة 17 فبراير مروراً بتاريخ نضالي طويل.

## التاريخ السياسي
- 1973 تم فصله من كلية التجارة والاقتصاد بقرار من مجلس قيادة الثورة آنذاك مع مجموعة من الطلبة وتم ارجاعه لاحقا كطالب منتسب.
- 1975تم منعه من السفر بتهمة الاتصال بالرائد عمر المحيشي.
- 1976 تم فصله من الدراسة مرة أخرى وأودع السجن (سجن الحرس الجمهوري)في عملية عرفت بتصفية الحساب مع أعداء ثورة 7 أبريل التي شهدت اعدامات في حق العديد من الطلبة من قبل لجان العقيد القذافي.
- 18 أبريل 1978، وبمساعدة خاصة تمكن من استرجاع جواز سفره، والخروج من ليبيا.

- 1979الإنضمام لأول تنظيم معارض للنظام الليبي بالخارج الحركة الوطنية الديمقراطية الليبية واصدار أول مجلة معارضة (صوت ليبيا).
- 1980 اختياره عضوا باللجنة التأسيسية للأتحاد العام للطلبة الليبيين بالولايات المتحدة الأمريكية ثم عضوا بالهيئة الإدارية.
- 1992رئيس اللجنة الافتتاحية بمؤتمر القوى الوطنية الديمقراطية الليبية ثم ممثلا لها بالعاصمة الأمريكية واشنطن.
- تلى ذلك الخروج من الحركة الوطنية الديمقراطية الليبية وممارسة العمل السياسي كمستقل.

## الأعمال الوظيفية
- مراجعا عاما لصحيفة الأمة بالعاصمة الأمريكية واشنطن 1989-1991
- مسئول مكتب صحيفة صوت الكويت بواشنطن العاصمة سنة 1991-1993
- اعلامي ومحلل سياسي بالمركز الأعلامي الكويتي بواشنطن بواشنطن 1993-1996
- مستشارا سياسيا بالدائرة السياسية بالديوان الأميري القطري من سنة 2000-2006
- محللا سياسيا، ومستشار سياسي، بالعلاقات العربية الأمريكية.

## المؤتمر الوطني العام
ظهر "صالح جعودة"، من خلال استحقاق انتخاب المؤتمر الوطني العام، بتحصله على أعلى نسبة تصويت بعد الفرز، بلغت أكثر من أربعين ألف صوت، وذلك عن دائرته الثالثة بنغازي.